# Tempranillo (uva)
La uva tempranillo, también llamada tempranilla, tinta del país o cencibel, entre otros nombres, es una variedad de uva tinta cultivada extensamente para producir vinos tintos con cuerpo en España, de donde es originaria. Ocupa una superficie de cultivo de más de 214.000 ha en 2013, siendo la segunda en producción, tras la variedad Airén (blanca), y la primera en uva tinta. Cuenta con 31.046 hectáreas en la D.O. Rioja, lo que supone un 61% de la D.O. Calificada Rioja, con un aumento progresivo en los últimos años en detrimento de otras variedades. Se considera autóctona de Rioja. Es la principal uva usada en esta D.O., y a menudo se la menciona como la "uva noble" de España. Su nombre es el diminutivo de temprano, lo cual hace referencia al hecho de que madura varias semanas antes que la mayor parte de las variedades de uva tinta españolas. Existe una variedad blanca de mutación reciente: tempranillo blanco.

## Origen
La uva tempranillo procede de otras dos variedades: la albillo mayor y la Benedicto. La primera -denominada turruntés en La Rioja- es una variedad muy conocida que se cultiva en el centro de la península ibérica. La variedad Benedicto casi no se cultiva en la actualidad, solo queda de forma residual en Aragón, y carece de referencias históricas claras en la literatura vitícola española. La variedad tempranilla podría haber nacido por una hibridación espontánea en el último milenio probablemente en el entorno del valle del Ebro, según una investigación reciente del Instituto de Ciencias de la Vid y del Vino (ICVV) y del el Instituto Madrileño de Investigación y Desarrollo Rural, Agrario y Alimentario (IMIDRA).

## Historia
Hasta hace poco, se sospechaba que la tempranilla estaba emparentada con la uva pinot noir, pero los recientes estudios genéticos tienden a descartar esa posibilidad. 
El cultivo español de vitis vinífera, el antecesor común de la mayor parte de las vides que actualmente existen, comenzó bien pronto con el asentamiento fenicio en las provincias del sur de la Península. Más tarde, según el escritor romano Columela, se cultivaba la vid por toda España, aunque solo hay unas pocas referencias dispersas al nombre "tempranilla". Esto puede deberse a que en muchos lugares, como en la región de Valdepeñas, fue la principal variedad indígena y se asumía que era una uva diferente. Una referencia temprana a esta uva se encuentra en el Libro de Alexandre (siglo XIII), refiriéndose a la región de Ribera del Duero, en la que menciona las uvas castellanas por su nombre: 

Ally fallaría ommes las bonas cardeniellas

e las otras mejores que son las tempraniellas

Hasta el siglo XVII, las vides de tipo tempranillo permanecieron limitadas a la España continental, donde eran más apropiadas al clima ligeramente más fresco de las provincias septentrionales. Aquí las regiones de La Rioja y Valdepeñas históricamente hicieron de la tempranillo su variedad más importante, siendo todavía hoy la uva principal de sus vinos más destacados.
La uva fue llevada a América, posiblemente en semillas, con los colonizadores españoles del siglo XVII, donde ha mantenido ampliamente su identidad genética pareciéndose mucho a sus antepasados españoles. Debido a su gran sensibilidad a las enfermedades y las plagas, particularmente la filoxera que devastó las vides en el siglo XIX y aún amenaza actualmente los viñedos, la tempranillo española ha sido a menudo injertada en portainjertos más resistentes, de lo que resulta un estilo de uva ligeramente diferente a aquellos hoy cultivados en Chile y Argentina. A pesar de su aparente fragilidad, la tempranillo viajó ampliamente durante el último siglo, después de mucho ensayo y error, se ha establecido en un sorprendente número de países por todo el mundo. 
En 1905, Frederick Bioletti llevó la tempranilla a California donde recibió una fría recepción, no solamente debido a la naciente ley seca, sino también porque la uva no gusta de climas calientes y secos. Fue mucho más tarde, durante los años 1980 cuando comenzó a florecer la producción de vino californiano basado en la tempranillo, después de establecerlo en lugares montañosos adecuados. La producción en esta zona se ha más que doblado desde 1993.
La tempranilla está actualmente disfrutando de un llamado renacimiento en la producción vinícola mundial. Esta oleada empezó en parte como resultado de los esfuerzos de una "nueva ola" de cultivadores españoles que mostraron que era posible producir vinos de gran carácter y calidad en zonas fuera de la región riojana. Uno de los resultados de esto ha sido que vinos varietales de tempranillo se hacen más comunes, especialmente, en las regiones españolas más aptas y frescas, como la Ribera del Duero, Navarra y el Panadés. Durante la última década, han plantado tempranillo cultivadores de lugares tan lejanos como Australia, los Estados Unidos y Sudáfrica.

## Extensión

### Producción en el Viejo Mundo

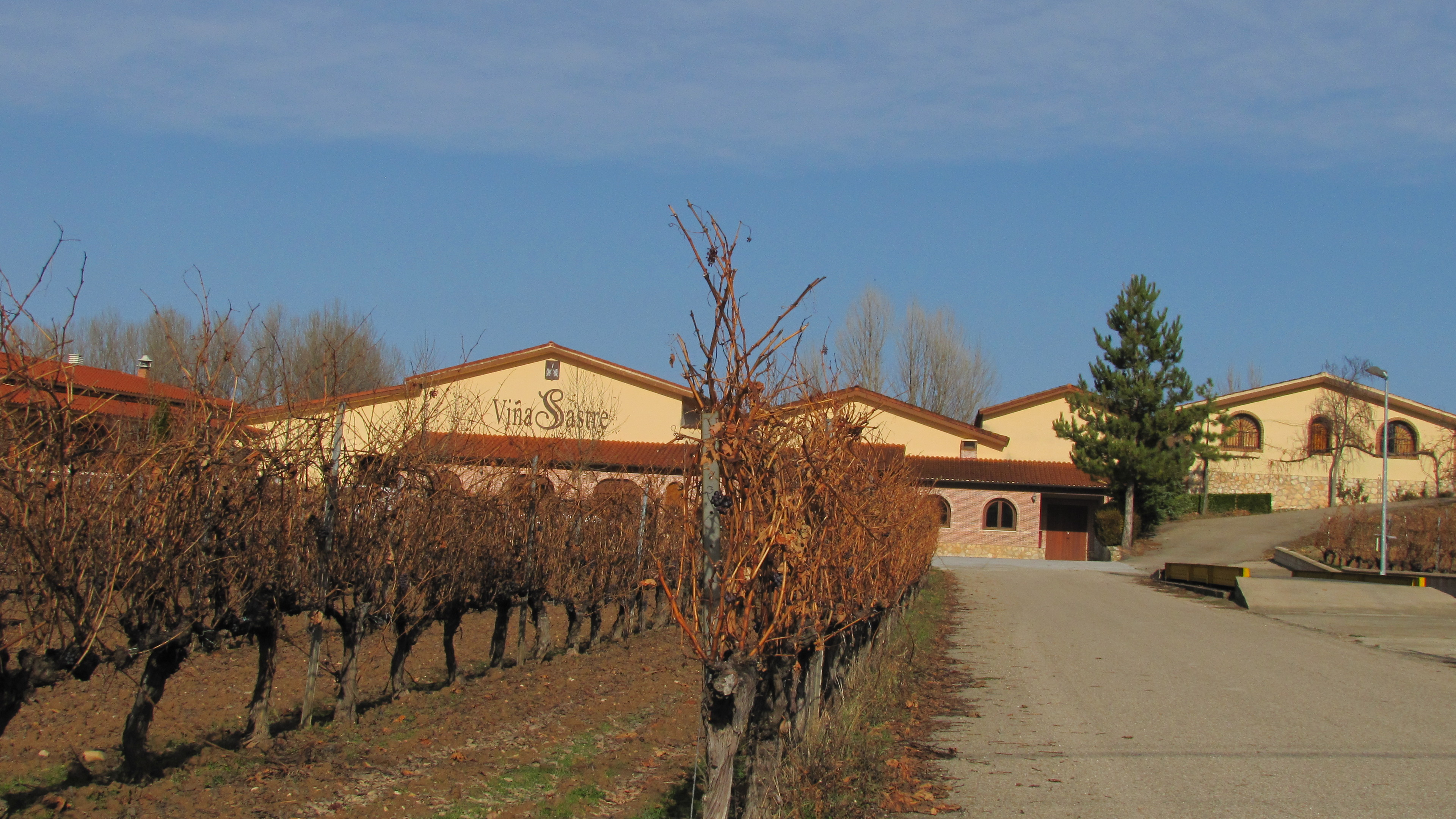
Cepas de la variedad "tinta del país", en una bodega de la D.O. Ribera del Duero, Viña Sastre.

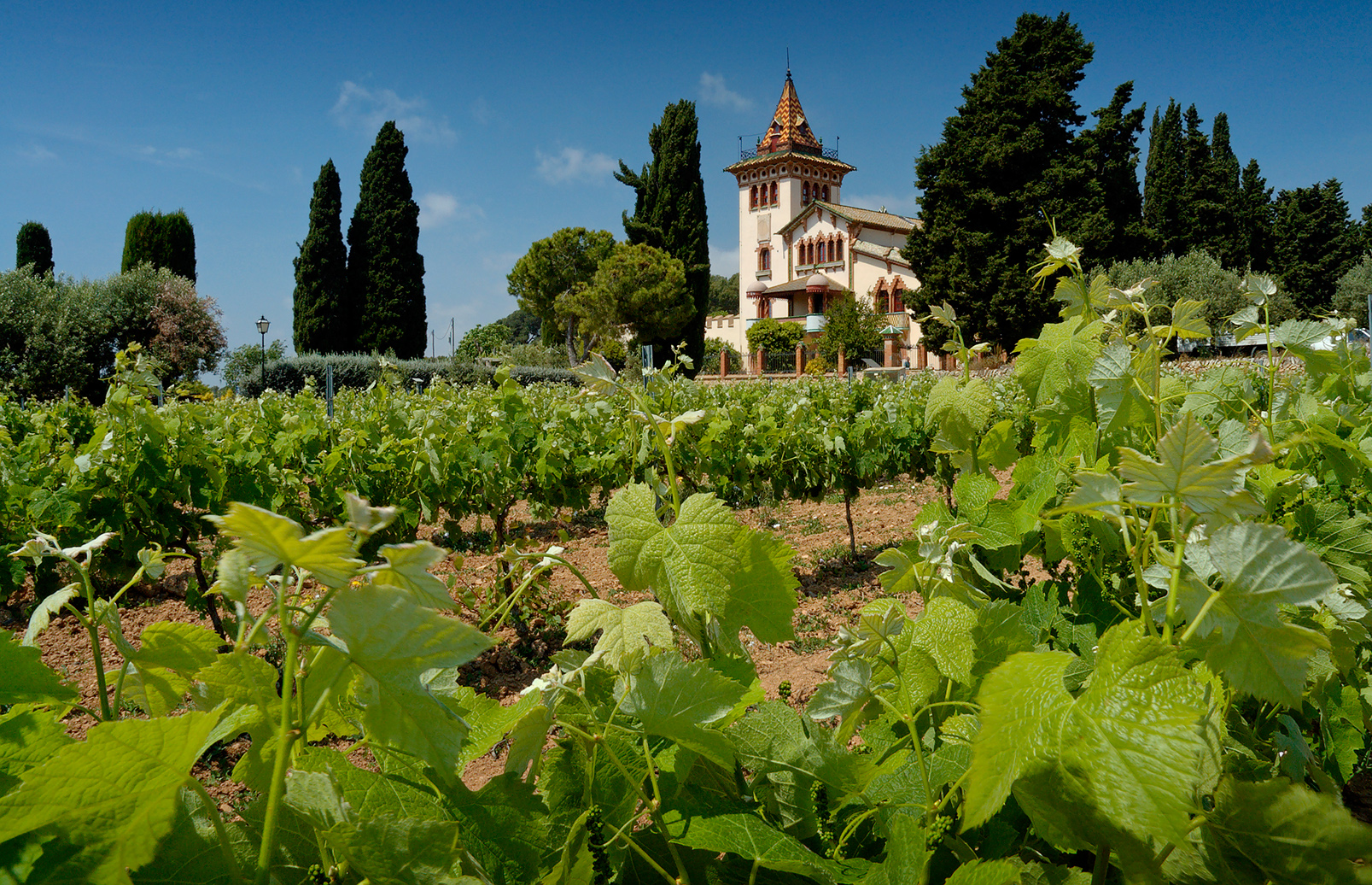
Vides de tempranillo en el Garraf, región del Panadés.

La tempranillo es la uva española por excelencia y la más conocida fuera de España. Se considera originaria del norte de España, en concreto de La Rioja, y su cultivo se encuentra extendido por prácticamente todo el territorio. Según la Orden APA/1819/2007 por la que se actualiza el anexo V, clasificación de las variedades de vid, del Real Decreto 1472/2000, de 4 de agosto, por el que se regula el potencial de producción vitícola, la tempranillo es variedad recomendada en las comunidades autónomas de Murcia (cencibel), Navarra, País Vasco, La Rioja, Comunidad Valenciana (cencibel, tinto fino), Cataluña (ull de llebre), Extremadura (cencibel, tinto fino), Madrid (cencibel, tinto fino), Aragón (cencibel), Castilla-La Mancha (cencibel) y Castilla y León (tinta del país, tinto fino, tinta de Toro). Está autorizada en: Andalucía, Baleares, Canarias, Cantabria (tinto de Toro) y Galicia (araúxo). La morisca es variedad autorizada en Extremadura. 
Las dos regiones principales que cultivan tempranilla son La Rioja, en el centro del norte de España, y Ribera del Duero, que queda un poco más al sur y al oeste. Tempranillo es el principal componente de una mezcla típica de La Rioja y constituye el 90-100% de los vinos Ribera del Duero. Cantidades significativas se cultivan igualmente en las regiones del Panadés, Navarra y Valdepeñas. Está presente en prácticamente todas las denominaciones de origen, destacando las siguientes: Almansa, Calatayud (4%), Campo de Borja (11%), Cariñena (15%), Cigales, Cuenca de Barberá, Costers del Segre, Jumilla, La Mancha, Méntrida, Navarra (15%), Panadés, La Rioja, Ribera del Duero, Arlanza, Somontano, Valdepeñas (13%) y Vinos de Madrid (5%).
Fuera de España, la uva tiene un importante papel en la producción de vinos de dos regiones de Portugal, Alentejo Central y Duero. En Alentejo Central se la conoce como aragonez y se usa en mezclas de vino de mesa de calidad variable, mientras que en el Duero se la conoce como tinta roriz y se usa principalmente en mezclas para hacer vino de Oporto.

### Producción del Nuevo Mundo
La variedad se cultiva ampliamente en Argentina, Chile, Perú. En el 2005 Bodegas Vista Alegre lanzó un tempranillo crianza que goza de las preferencias de los enófilos, tempranillo crianza, y México produce vinos finos, como el tempranillo arcilla. Se introdujo en Uruguay en 1994 por la Bodega los Cerros de San Juan, donde la primera cosecha comercial tuvo lugar en 1999. Se fermenta en barricas de roble americano. Hay también algunas plantaciones en República Dominicana.
La tempranilla llegó a California (entre el siglo XIX y el XX) con el nombre de valdepeñas y se cultivó en el Valle Central. Puesto que el clima del valle no era el ideal para esta uva, le resultó difícil prosperar. No podía alcanzar su verdadero potencial y cuando se usaba era como uva para mezclar, como jug wine Posteriormente, California comenzó a usar esta variedad de nuevo para elaborar buenos vinos. La uva fue llevada a Oregón por Earl Jones de Abacela Vineyards and Winery en el Valle de Umpqua. Tempranillo es la principal variedad de Abacela y también se ha producido en Nuevo México, donde Viñedos Tularosa fue la primera bodega que etiquetó el vino como "Tempranillo" en 2001.
La tempranilla se cultiva también en muchas regiones vinícolas australianas, incluyendo Valle McLaren, las Colinas de Adelaida y la región Geographe de Australia Occidental. Hay actualmente más de 100 bodegas australianas haciendo vino con esta variedad comercial.

## Características

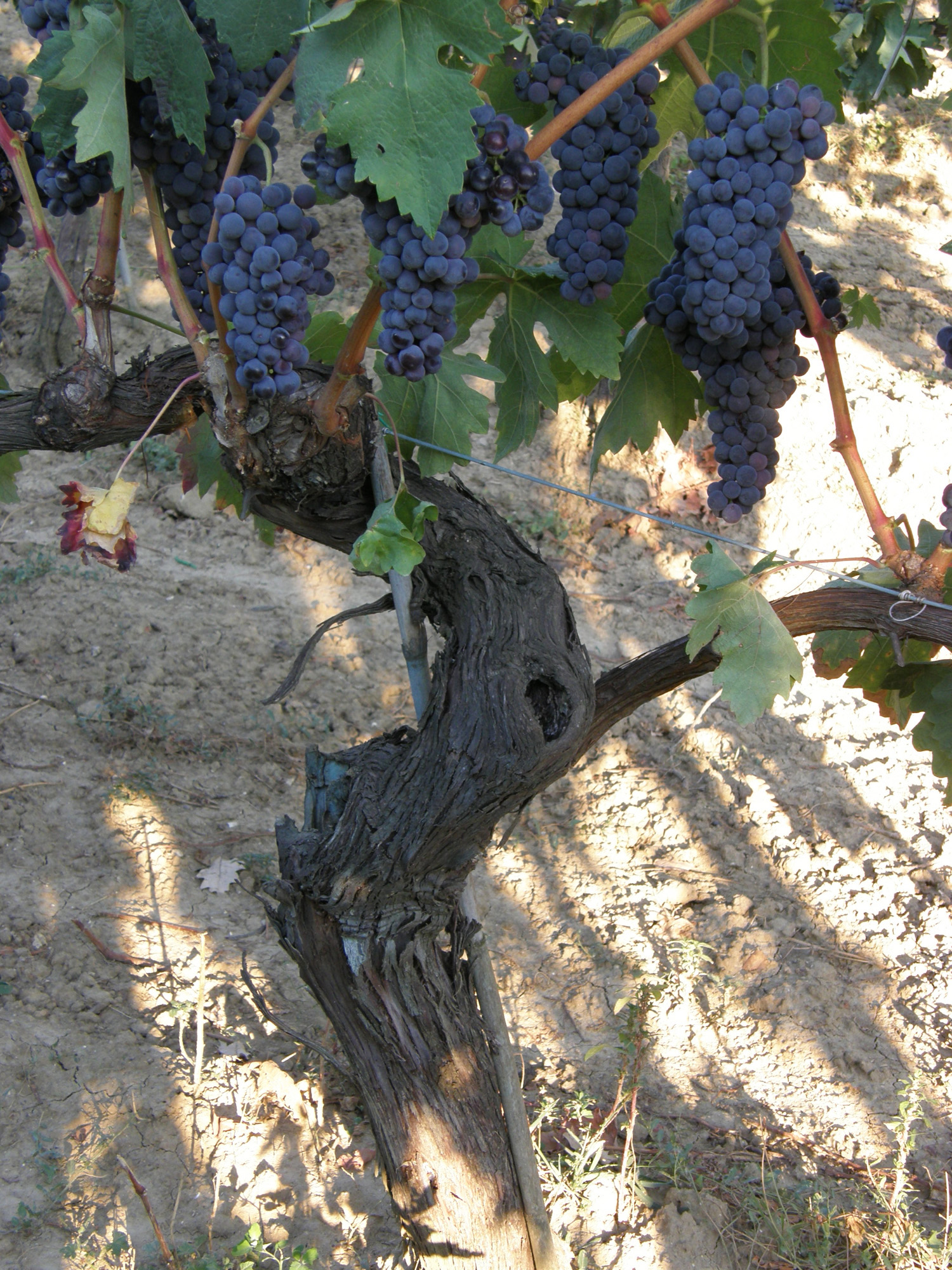
Uva tempranilla.

La tempranilla es una uva tinta con una piel gruesa. Crece mejor en altitudes relativamente altas, pero puede también tolerar climas mucho más templados. Con relación a la producción de tempranillo en varios climas, el experto en vino Oz Clarke señala:

Para obtener elegancia y acidez de la tempranillo, necesitas un clima fresco. Pero para conseguir altos niveles de azúcar y las gruesas pieles que dan color intenso necesitas calor. En España estos dos opuestos se dan de la mejor manera en el clima continental pero con altitud de Ribera del Duero.

En la Ribera del Duero la temperatura media en julio está alrededor de los 21.4 °C, aunque las temperaturas a mediodía en el valle inferior pueden llegar a los 40 °C. Por la noche la región experimenta una drástica variación de temperatura diurna con temperaturas que bajan hasta 16 °C respecto a la máxima del día. La uva tempranillo es una de las pocas que pueden adaptarse y prosperar en climas mediterráneos continentales como este.
La baja acidez asociada con el crecimiento a baja altitud se remedia mayormente mezclándola con uvas más ácidas, como la graciano en La Rioja.
Es muy segura en el cuajado, muy sensible a plagas y enfermedades, y poco resistente a la sequía y a temperaturas altas. Los racimos tienen forma cilíndrica y son compactos. Las bayas son esféricas, de color negro púrpura con una pulpa incolora. La baya es de color muy oscuro y forma una esfera como un abalorio, y de ahí su nombre en catalán: ull de llebre (ojo de liebre).
La raíz de tempranilla absorbe potasio con facilidad, lo que ayuda a los niveles de pH de 3.6 en la pulpa y 4.3 en la piel cuando alcanza la madurez. Cuando absorbe demasiado potasio, el mosto es más salino lo que hace más lenta la desaparición del ácido málico lo que da como resultado un pH superior. La piel no presenta ningún carácter herbáceo. La uva es muy susceptible a las inclemencias del tiempo, contrayéndose cuando hay sequía e hinchándose cuando hay demasiada humedad. La hinchazón tiene un efecto negativo en la calidad, pues afecta al color del vino. Los efectos del tiempo se atenúan en lugares con piedra caliza debido al efecto de la arcilla y la humedad en las raíces; los efectos son peores en zonas arenosas, así como para viñas que tienen menos de doce años, pues las raíces son generalmente demasiado superficiales.
Diversos estudios han puesto de manifiesto cierto potencial antioxidante.

## Vinos tempranillo

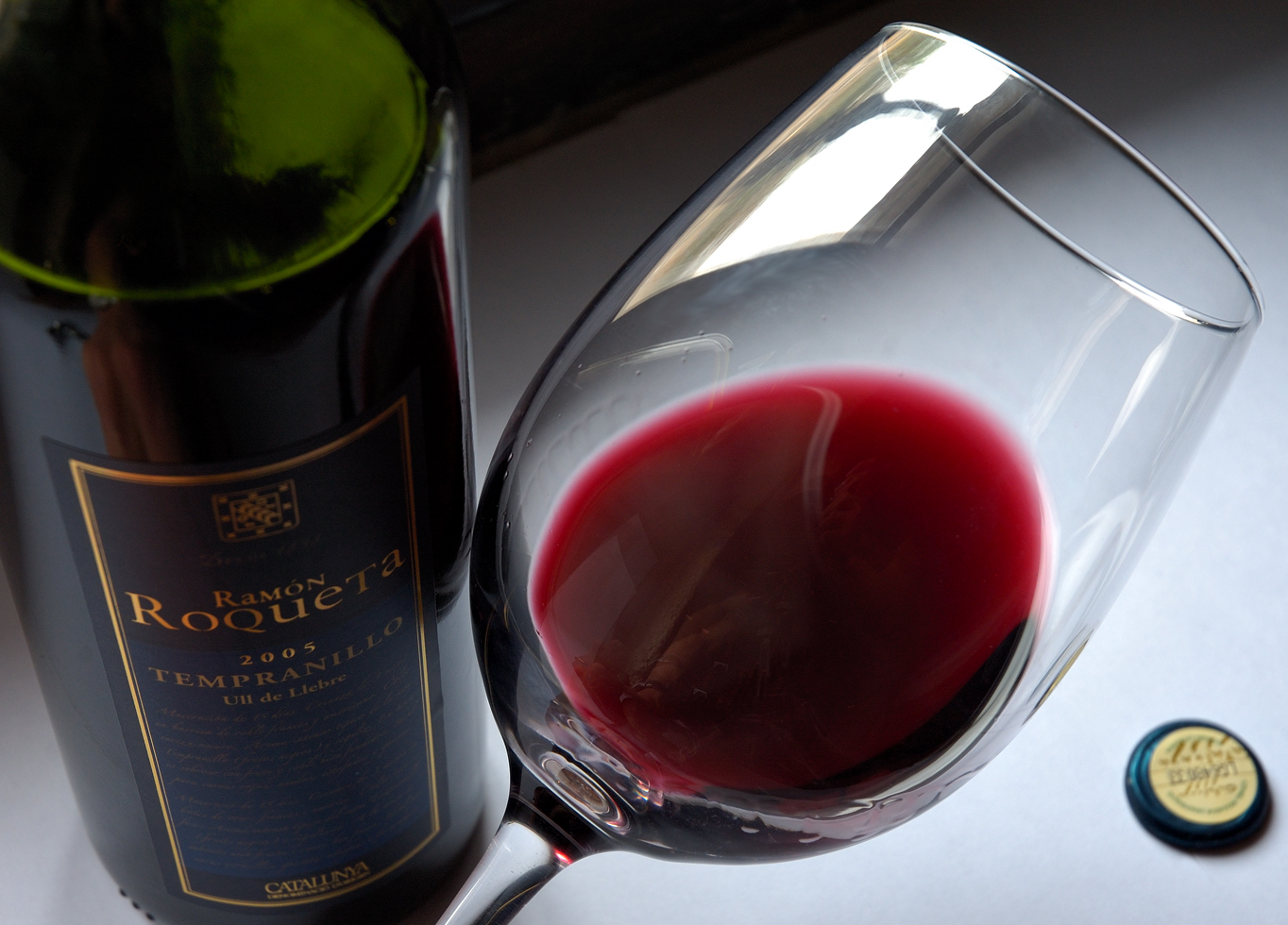
Un vino varietal tempranillo en una copa, mostrando su típico color rubí intenso.

El tempranillo se usa en mezclas, siendo normalmente el 90% de la mezcla. Menos frecuentemente se embotella como vino varietal. Siendo de baja acidez y bajo también el contenido de azúcar, lo más normal es mezclarla con garnacha, mazuela, graciano, merlot y cabernet sauvignon. Al mezclar la uva con mazuela se logra un vino más brillante y ácido. En Australia, la tempranillo se mezcla con garnacha y syrah. En Portugal, donde se la conoce como tinta roriz, es una uva principal en la producción de algunos oportos.
Los vinos de tempranillo pueden consumirse jóvenes, pero los más caros se envejecen durante varios años en barrica de roble. Los vinos tienen color rojo rubí, con aromas de 
bayas, ciruelo, tabaco, vainilla, cuero y hierba.
La uva tempranilla produce un mosto equilibrado en azúcar, color y acidez aunque esta última, a veces, es escasa. Posee un paladar franco, interesante en vino joven y aterciopelado cuando envejece. Se considera variedad preferente y desde hace algunos años es la variedad que mayor superficie ocupa en la Denominación Rioja.

## Sinónimos

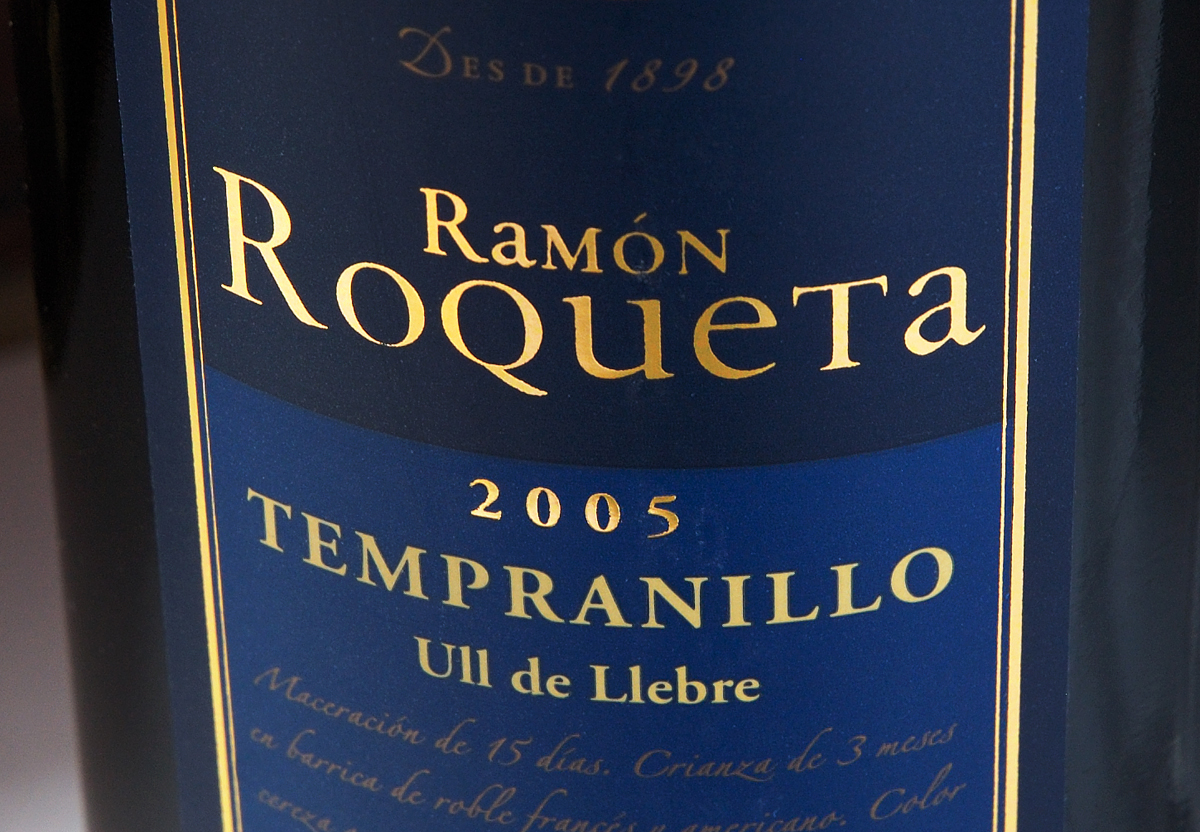
Etiqueta que muestra tanto tempranillo como la traducción al Catalán, ull de llebre.

Una uva tan extendida por las diversas regiones españolas, además de Portugal y países del Nuevo Mundo del vino, recibe numerosos nombres que además, aunque sea el mismo, se escriben distinto según la transcripción del idioma en que se hable. Además de ser conocida simplemente como "tempranillo", se la conoce con variaciones sobre el mismo término: tempranilla, tempranillo Rioja, tempranillo de La Rioja, tempranillo de Rioja, o incluso tempranillo de Rioza y tempranillo de Perralta. 
Además, pueden mencionarse los siguientes sinónimos: tinta del país en la D.O. Ribera del Duero y el resto de Castilla y León. Aragón, aragonez o aragonês (en Portugal, con sus variaciones aragonês da Ferra y aragonez de Elvas), arauxa (Orense), arganda, arinto tinto; cencibel (en la Mancha -Cuenca, Guadalajara y Ciudad Real-, así como Madrid y sus variaciones: cencibel chinchillana, cencibera, sensibel, chinchillaza (Badajoz), chinchillana (Extremadura), chinchillano y chinchilyano; cupani, escobera (en Badajoz), garnacho foño (en Sudamérica), grenache de Logrono (esto es "garnacha de Logroño"); jacibera y sus variaciones: jaciuera y jacivera; Juan García, morisca (Cáceres), negra de mesa, negrall, olho de lebre, palomino negro (Cádiz), piñuela (Toledo), ull de llebre ("ojo de liebre", en Cataluña), valdepeñas (también en California) o aldepenas, verdiell (Cataluña) y vid de Aranda (Burgos). 
Gran número de sinónimos giran en torno al nombre "tinta" o "tinto" más una denominación de procedencia. Así la tempranillo se conoce también como: tinta aragonés o tinto aragonés (Burgos) o tinto Aragón, incluso tinto aragonez; tinta corriente (Guadalajara), tinto fino (en Albacete y Madrid) tinta do Inacio; tinto de Madrid o tinta Madrid (León, Zamora, Ribera del Duero) o tinto Madrid (Madrid, Toledo, Salamanca, Soria); tinta montereiro (Sudamérica), tinta monteira o tinta monteiro, tinto país o tinto del país (Valladolid y Soria), tinto de la ribera, tinto ribiera, tinto riojano o tinto de Rioja, tinta roriz o tinta roriz da Penajola (Portugal), tinta santiago (Sudamérica) o tinta de Santiago y tinta serrana (Zamora). 
Mención aparte merece la uva tinta de Toro (o tinto de Toro), variedad zamorana de la Denominación de Origen Toro que es, en realidad, también tempranillo. Esta sinonimia es dudosa para muchos estudiosos. No obstante, el estudio de ADN realizado en el Instituto Madrileño de Investigación Agraria y Alimentaria (IMIA) («Caracterización del Banco de Germoplasma de Vid de "El Encín"») en el año 2000, estableció de forma incontrovertible que tinta de Toro era genéticamente, tempranillo.
Finalmente, hay que advertir, en materia de sinonimia, que muchas veces si refiere al vino, y otras a la uva. Entonces puede ser tinto fino (vino) o tinta fina (uva); por lo mismo, tinto de Toro o tinta de Toro.

### Sinónimos
Según el Catálogo Internacional de Variedades de Vino (VIVC) existen 88 denominaciones distintas identificadas para la variedad tempranillo:
| - Albillo negro - Aldepenas - Aragón - Aragonés - Aragonez (nombre oficial en Portugal) - Aragonez 51 - Aragonez da ferra - Aragonez de elvas - Arauxa - Arganda - Arinto tinto - Boton de gallo - Castellana - Cencibal (nombre oficial en Malta) - Cencibel - Cencibera - Chinchillana - Chinchillano - Chinchilyano | - Cupani - De por acá - Escobera - Garnacho fono - Genciber - Garnacha de Logroño - Jacibera - Jacibiera - Jacivera - Malvasia nera di basilicata - Negra - Negra de Madrid - Negra de mesa - Negral negretto - Nera di baragiano - Ojo de liebre - Olho de lebre - Palomino negro | - Pinuela Roriz - Santo Stefano - Sensibel - Tempranilla - Tempranillo (nombre oficial en Bulgaria, Malta y España) - Tempranillo crni - Tempranillo de La Rioja - Tempranillo de perralta - Tempranillo de rioja - Tempranillo rioja - Tinta aragonés - Tinta corriente - Tinta de Madrid - Tinta de nava - Tinta de Santiago - Tinta de toro - Tinta del país | - Tinta do inacio - Tinta do país - Tinta fina - Tinta Madrid - Tinta monteira - Tinta monteiro - Tinta roris - Tinta roriz (nombre oficial en Portugal) - Tinta santiago - Tinto Aragón - Tinto aragonés - Tinto aragonez - Tinto basto - Tinto de la ribera - Tinto de Madrid - Tinto de rioja | - Tinto de toro - Tinto del país - Tinto del toro - Tinto fino - Tinto fino de Madrid - Tinto Madrid - Tinto país - Tinto ribiera - Tinto riojano - Tinto tempranillo - Tintoa de toro blanca - Ull de liebre - Ull de llebre - Valdepenas - Verdiell - Vid de aranda |